# جيرمين هالي
جيرمين هالي (بالإنجليزية: Jermaine Haley)‏ هو لاعب كرة قدم أمريكية أمريكي، ولد في 13 فبراير 1973 في هانفورد في الولايات المتحدة.

## وصلات خارجية
- جيرمين هالي على موقع مرجع كرة القدم المحترفة.كوم (الإنجليزية)